# Enrico Franzoi

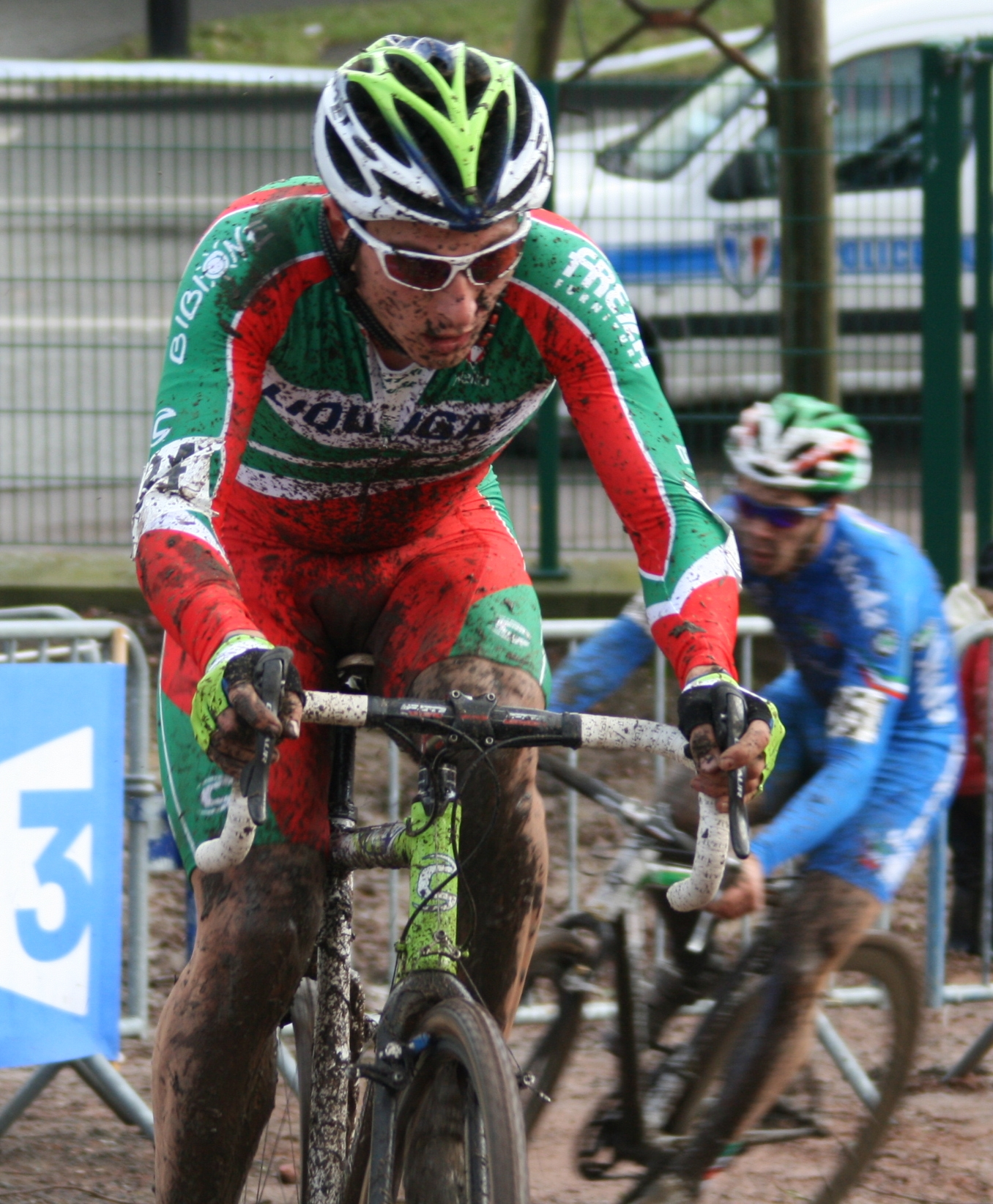
Enrico Franzoi au Grand Prix Lille Métropole 2009

Enrico Franzoi (né le 8 août 1982 à Mestre, une frazione de la ville de Venise, en Vénétie) est un coureur cycliste italien. Il est passé professionnel en 2005.

## Biographie
Enrico Franzoi est un coureur issu du cyclo-cross, il a été 5 fois champion d'Italie de cyclo-cross (2003, 2005, 2006 et 2007 et 2009).
Il a commencé sa carrière professionnelle sur route en 2005 au sein de l'équipe Lampre-Fondital. Enrico Franzoi est plutôt à l'aise sur les pavés comme l'atteste sa huitième place sur Paris-Roubaix 2007. C'est par ailleurs aussi un assez bon rouleur. En 2008, il rejoint l'équipe Liquigas en compagnie de Daniele Bennati.
Fin 2014, La Gazzetta dello Sport révèle qu'il fait partie des clients du controversé médecin italien Michele Ferrari. Le CONI demande à son encontre une suspension de trois mois.

## Palmarès sur route

### Par années
- 2002
  - 2e du Giro del Canavese
- 2004
  - Medaglia d'Oro Fiera di Sommacampagna
- 2007
  - 8e de Paris-Roubaix
- 2008
  - 1re étape du Tour d'Espagne (contre-la-montre par équipes)
- 2014
  - 1rea étape du Tour du Frioul-Vénétie julienne (contre-la-montre par équipes)

### Résultats sur le Tour d'Espagne
3 participations
- 2006 : 97e
- 2007 : 110e
- 2008 : 98e, vainqueur de la 1re étape (contre-la-montre par équipes)

### Classements mondiaux
| Année              | 2007 | 2008 | 2009 | 2010 | 2011 | 2012 |
| ------------------ | ---- | ---- | ---- | ---- | ---- | ---- |
| Classement ProTour | 110e |      |      |      |      |      |
| UCI Europe Tour    |      |      |      | 837e |      | 538e |

## Palmarès en cyclo-cross
- 1999-2000
  -  Champion d'Italie de cyclo-cross juniors
- 2000-2001
  -  Champion d'Italie de cyclo-cross espoirs
- 2001-2002
  -  Champion d'Italie de cyclo-cross espoirs
- 2002-2003
  -  Champion du monde de cyclo-cross espoirs
  -  Champion d'Italie de cyclo-cross espoirs
- 2003-2004
  -  Champion d'Italie de cyclo-cross espoirs
- 2004-2005
  -  Champion d'Italie de cyclo-cross
- 2005-2006
  -  Champion d'Italie de cyclo-cross
- 2006-2007
  -  Champion d'Italie de cyclo-cross
  - 3e du championnat du monde
- 2007-2008
  - Kleicross, Lebbeke
- 2008-2009
  -  Champion d'Italie de cyclo-cross
- 2011-2012
  - Memorial Jonathan Tabotta, Buja
  - Valdidentro Night & Day Giro d'Italia Ciclocross, Isolaccia
  - Ciclocross del Ponte, Faè di Oderzo
- 2012-2013
  - Int. Radquer Hittnau, Hittnau
  - Ciclocross del Ponte, Oderzo
  - 2e du championnat d'Italie de cyclo-cross
- 2013-2014
  - Int. Radquerfeldein Lambach/Stadl-Paura, Stadl-Paura
  - Int. Radquer Hittnau, Hittnau
  - 2e du championnat d'Italie de cyclo-cross
- 2014-2015
  - Cyclo-cross de Primel, Plougasnou
- 2015-2016
  - 2e du championnat d'Italie de cyclo-cross
- 2016-2017
  - Trofeo SMP Master Cross Internazionale, Buja